# Allée couverte du Bois-Couturier
L'allée couverte du Bois-Couturier est située dans le bois de Morval sur la commune de Guiry-en-Vexin, dans le nord-ouest du Val-d'Oise.

## Historique
L'édifice fut découvert en octobre 1915 par un ouvrier agricole qui bute contre les pierres en labourant la parcelle. Un premier sondage fut interrompu lors de la découverte d'ossements. Compte tenu du mauvais temps, les premières fouilles menées par Romain Branchu, instituteur, et Léon Plancouard, archéologue, furent interrompues et reportées à début mars 1916 et s'interrompirent en octobre 1916. Adrien de Mortillet repris les fouilles en septembre 1919. L'édifice fut classé au titre des monuments historiques le 24 mai 1958, ce qui ne lui épargna pas quelques fouilles clandestines et dégradations. En juillet 1960, il fut constaté que le monument renfermait encore quelques ossements et que la couche archéologique n'avait pas été complètement fouillée. Les fouilles furent achevées en 1973 et le monument fut restauré.

## Architecture
L'allée couverte se présente comme une galerie creusée à mi-hauteur (102 m d'altitude) d'un coteau, appelée la Butte de Cléry, qui domine la vallée de l'Aubette, dans le sens de la pente. Elle est orientée selon un axe nord-nord-est/sud-sud-est, l'entrée ouvrant au sud-sud-est. L'allée mesure 8,50 m de longueur.
La chambre mesure 7 m de long pour une largeur passant de 2 m à l'entrée à 1 m au fond, le tout sur 1,30 m de hauteur. Le premier mètre à gauche de l'entrée était constitué de trois orthostates (0,60 m de hauteur en moyenne). Le reste des murs latéraux sont composés de plaquettes de calcaire disposées à plat sur une largeur de 0,40 m à 0,50 m d'épaisseur et cimentées de terre. La chambre est recouverte de trois tables de couverture, une quatrième aurait été retirée en 1919. La première table près de l'entrée est brisée en deux parties, les deux autres tables mesurent respectivement 2,75 m de longueur sur 2 m de largeur pour 0,40 m d'épaisseur et 3,75 m de longueur sur 2,40 m de largeur pour 0,50 m d'épaisseur. Lors de la découverte, la première table était recouverte de 0,40 m à 0,50 m de terre. Les angles des murs près du chevet sont légèrement arrondis.
L'antichambre mesure 1 m de long sur 1,85 m de large. Elle est délimitée par deux dalles latérales de respectivement 1,75 m de largeur pour 1,73 m de hauteur et 1,37 m de largeur pour 1,60 m de hauteur. Ces dalles étaient calées à la base par des pierres plates. Au sud, une dalle transversale d'un mètre de hauteur fermait l'antichambre en laissant un passage d'environ 0,75 m de largeur. Elle fut retirée en 1916 et réutilisée lors de la restauration pour compléter la première table. Le sol n'était pas dallé. Aucune table de couverture n'a été retrouvée au-dessus de l'antichambre.
La dalle d'entrée mesure 1,65 m de hauteur pour 1,38 m de largeur et une épaisseur maximum de 0,20 m. Elle est complétée de chaque côté par un muret en plaquettes de calcaire jusqu'aux dalles latérales. La dalle d'entrée est percée d'une ouverture quasi circulaire de 0,55 m à 0,65 m de diamètre entourée d'une feuillure de 7 cm à 9 cm de profondeur. Cette ouverture circulaire, dite «Trou des âmes», est caractéristique de la culture Seine-Oise-Marne. Le bouchon de fermeture (0,53 m à 0,59 m de diamètre) comporte un rebord qui vient s'emboîter dans la feuillure de l'ouverture. Il pèse 158 kg et comporte un anneau qui devait servir à son maintien en place grâce à une barre transversale en bois. Il est actuellement conservé au musée archéologique départemental du Val-d'Oise, le bouchon visible sur place est une réplique.

## Sculptures
Les deux orthostates délimitant l'antichambre sont décorées du motif, sculpté en relief, dit de « la déesse des morts », composé d'une paire de seins (d'un diamètre de 5 cm) surmontée d'un collier. L'un des seins de la dalle est fut endommagé lors des fouilles. Les colliers sont incomplets, leurs extrémités supérieures disparaissant aux bords supérieurs des dalles. Deux courbes concentriques sont visibles sur la dalle ouest, une sur la dalle est.

## Couches archéologiques
Lors des fouilles menées par Adrien de Mortillet, la chambre était encore complètement remplie d'ossements humains disposés en désordre, mélangés à de la terre. Selon Adrien de Mortillet, la chambre aurait abrité environ 200 inhumations mais on sait qu'il ne la vida pas complètement puisqu'en 1960 des ossements étaient encore visibles dans le fond de la chambre. Dans la chambre, il recueillit des silex (extrémité de hache, percuteur, 4 grattoirs, 2 racloirs, 1 flèche tranchante), des outils en grès et en os, et des tessons de poterie dont une grande anse.
L'antichambre renfermait plusieurs couches archéologiques. La première couche recouvrait le bouchon d'ouverture à la suite de l'affaissement des dalles latérales. La seconde couche correspondait à un remblai d'origine néolithique, vierge de tout mobilier ou ossement, sur une épaisseur d'environ 0,50 m. Selon Plancouard et Branchu, ce remblai recouvrait trois squelettes complets, un foyer carré de 0,35 m de côté, un crâne massif d'un homme âgé, ainsi qu'un ensemble d'ossements dispersés correspondant à environ vingt individus (1 vieille femme, 5 adultes dont 3 femmes, 14 jeunes adultes). Plancouard et Branchu recueillirent un beau marteau en pierre et des tessons de poterie à pâte mal cuite dont l'un avec des traces d'un décor géométrique.
Les crânes et ossements recueillis ont été étudiés au laboratoire d'anthropologie de l'École des hautes études. Il en ressort que la taille moyenne des hommes était de 1,62 m et celle des femmes de 1,54 m.
Selon des analyses au C14, l'allée couverte date de la fin du Néolithique (fin du IIIe millénaire av. J.-C.).

### Œuvres artistiques
- L'allée couverte a été utilisé comme décors pour la fiction Les aventures avec ma voisine avec Guillaume Sanjorge[5].